# 阿富馬齊鄉 (多爾日縣)
44°00′00″N 23°28′00″E / 44.0000°N 23.4667°E
阿富馬齊鄉（羅馬尼亞語：Comuna Afumați, Dolj），是羅馬尼亞的鄉份，位於該國西南部，由多爾日縣負責管轄，面積60平方公里，海拔高度51米，2007年人口3,059，人口密度每平方公里51人。